# Winter Meeting
Winter Meeting (bra: Encontro no Inverno) é um filme estadunidense de 1948, do gênero drama, dirigido por Bretaigne Windust, e estrelado por Bette Davis e Jim Davis. O roteiro de Catherine Turney foi baseado no romance homônimo de 1946, de Grace Zaring Store (sob o pseudônimo Ethel Vance).

## Sinopse
A poetisa Susan Grieve (Bette Davis) encontra-se com o herói de guerra Slick Novak (Jim Davis) que deseja ser padre, e acaba se apaixonando por ele. De qualquer jeito, aconselha-o a ir atrás de seus sonhos, mesmo tendo que aguentar dentro de si a incessante vontade de vê-lo novamente.

## Elenco
- Bette Davis como Susan Grieve
- Jim Davis como Slick Novak (creditado como James Davis)
- Janis Paige como Peggy Markham
- John Hoyt como Stacy Grant
- Florence Bates como Sra. Castle
- Walter Baldwin como Sr. Castle
- Ransom Sherman como Sr. Roderick Moran, Jr.

## Produção
William Grant Sherry apresentou sua esposa Bette Davis ao romance "Winter Meeting" e o sugeriu como uma possibilidade para seu próximo filme. Davis convocou sua amiga Catherine Turney para escrever uma adaptação cinematográfica e manteve contato com ela durante todo o processo, enviando-lhe notas sobre as cenas que a preocupavam. "Estou muito descansada e muito ambiciosa para fazer algo realmente excelente – e não sinto que isso, do jeito que está, responde aos requisitos", a atriz observou em um ponto ao ler um dos roteiros. Mais tarde, ela lembrou: "Winter Meeting foi um grande livro ... Nunca deveríamos ter tentado fazer dele um filme. Foi aí que a censura realmente nos prejudicou. Não tínhamos permissão para ser honestos sobre as diferenças de opinião entre católicos e não-católicos. Foi, portanto, um filme monótono e sem sentido". Davis falou longamente sobre os problemas de censura em uma entrevista posterior com Thomas M. Pryor, do The New York Times, insistindo que a história original "teria feito um filme dramático envolvente, mas infelizmente muito do romance teve que ser expurgado para atender aos requisitos do código de produção".
A escalação do ator para interpretar Slick Novak provou ser um problema. Burt Lancaster recusou o papel porque não gostou do roteiro, e não achava o personagem crível. Richard Widmark fez um bom teste, mas os executivos do estúdio estavam preocupados que sua interpretação de um assassino sádico em "Kiss of Death" no ano anterior tornaria difícil para o público aceitá-lo em um papel simpático. Treze atores adicionais foram considerados para o papel, mas de todos eles, Davis achou que Jim Davis era o mais adequado. Bretaigne Windust, um diretor teatral de Nova Iorque, foi designado para dirigir o filme por causa de seu conhecimento íntimo da cena social de Manhattan, mas Bette Davis sentiu que ele acabou sendo o responsável pelo desempenho medíocre de seu parceiro protagonista. "Por causa da abordagem superanalítica de Bretaigne Windust", ela observou mais tarde, "Jim Davis nunca mais durante as filmagens mostrou quaisquer sinais do personagem que ele retratou no teste que me fez querê-lo para o papel. Nenhuma ajuda que eu tentei dar a ele poderia compensar o efeito da direção detalhada de Windust. Ele estava perdido e admitiu isso abertamente".

## Recepção
Em sua crítica para o The New York Times, Bosley Crowther escreveu:
"De todas as experiências frustrantes que Bette Davis teve em filmes ... [esta] é claramente a mais desconcertante, não só para ela, mas para nós. Sem dúvida, o pessoal da Warners pensou que estava fazendo um bem à srta. Davis ao colocá-la nessa situação que iria sobrecarregar sua compostura ... Mas, na verdade, a generosidade [deles] é o infortúnio da Srta. Davis neste caso, e sua maneira de lidar com a situação é muito melhor do que a do roteiro ... ela realmente capta, às vezes, a sensação de profunda perturbação de uma mulher na virada mais intrigante de um caso de amor. No entanto, a explicação pode ser que ela está tão ocupada falando – linhas intermináveis de diálogos completamente tediosos – que ela não tem tempo para mais nada. Catherine Turney, que montou essa retórica ... devia ser colocada para assistir Winter Meeting cerca de vinte e cinco ou trinta vezes – que é o número de vezes que você provavelmente sentirá que já assistiu o filme quando, na verdade, você só o viu uma vez".
A Time observou: "A melhor coisa que se pode dizer sobre Winter Meeting é que sua tentativa de articular o tema obscuro de Ethel Vance é um fracasso totalmente honesto, e que os talentos de Bette Davis são grandes o suficiente para serem às vezes aparentes mesmo em meio a uma mediocridade tão pouco recompensadora".
A revista Variety escreveu: "A Srta. Davis se esforça muito, mas o roteiro, o papel e seu tratamento agem contra ela, e o papel atribuído a [James] Davis é demais para ele".
A TV Guide afirmou: "Esse filme tem mais comentários do que o obstrucionismo no Senado, e é apenas um décimo mais interessante. Bette Davis é uma das grandes 'sofredoras' das telas, e ela faz isso novamente aqui, mas o público sofre tanto quanto ela neste drama exagerado".

### Bilheteria
De acordo com os registros da Warner Bros., o filme arrecadou US$ 880.000 nacionalmente e US$ 203.000 no exterior, totalizando US$ 1.083.000 mundialmente. Foi o segundo filme de Bette a perder dinheiro. "Deception", lançado em 1946, foi seu primeiro fracasso financeiro, mas "Winter Meeting" foi seu lançamento da Warner de menor sucesso. Como resultado, Jack L. Warner parou de tratá-la como um trunfo para o estúdio, e "Winter Meeting" marcou o início de seus últimos dias como estrela do estúdio.